# ميخائيل ألدريش
ميخائيل ألدريش (بالإنجليزية: Michael Aldrich) هو رائد أعمال بريطاني، ولد في 22 أغسطس 1941 في Brocket Hall ‏ في المملكة المتحدة، وتوفي في 19 مايو 2014.